# Lisa Kleypas

Lisa Kleypas (nacida en 1964) es una escritora estadounidense de superventas dentro del género romántico histórico. Sus novelas se ambientan principalmente en el siglo XIX. En 1985, fue elegida Miss Massachusetts y compitió por el título de Miss America en Atlantic City. Kleypas actualmente reside en Texas con su esposo, Greg Ellis, y sus dos hijos, Griffin y Lindsay.

## Vida
A Kleypas siempre le ha gustado leer, especialmente novelas románticas. Comenzó a escribir sus propias novelas románticas durante sus vacaciones de verano al tiempo que estudiaba ciencias políticas en el Wellesley College. Sus padres estuvieron conformes con apoyarla durante unos meses después de su graduación de manera que pudiera finalizar su manuscrito. Aproximadamente dos meses después, a los 21 años de edad, Kleypas vendió su primera novela.
Al mismo tiempo, fue elegida Miss Massachusetts por la ciudad de Carlisle. Durante su competición de Miss America, Kleypas cantó una canción que ella misma había escrito, obteniendo así la distinción de "talento no finalista".
Kleypas ha sido escritora de novela romántica a tiempo total desde que vendió su primer libro. Sus novelas han estado siempre en las listas de superventas, vendido millones de copias por todo el mundo y traducidas a catorce idiomas diferentes.
En octubre de 1998, la casa de Kleypas en Texas se inundó en cuestión de horas después de lluvias muy intensas. Tanto ella como su familia lo perdieron todo excepto las ropas que llevaban y su bolso. En cuestión de días, sus colegas de Avon la enviaron cajas de ropas y libros para ayudar a la familia. Para Kleypas, sin embargo, el momento significativo se produjo después de la riada, cuando ella y su madre (cuya casa también se vio afectada), hicieron un rápido viaje a la tienda para comprar cepillos de dientes, ropas limpias y otras cosas necesarias. Por separado, cada una de ellas también escogió una novela romántica, una necesidad para ayudarlas a escapar del estrés que sufrían. Para Kleypas, esto le sirvió para darse cuenta de los correcto de su decisión de escribir novelas románticas en lugar de obras más literarias.
Aunque es conocida sobre todo por sus novelas románticas de género histórico, Kleypas anunció a principios de 2006 que pensaba abandonar el género para dedicarse al romance contemporáneo. Está previsto el lanzamiento de Sugar Daddy para marzo de 2007. De todas formas, Kleypas ha declarado que planea volver a escribir romances históricos en el futuro. 

### Berkley-Faulkner
1. Where Passion Leads (Donde la pasión nos lleve, 1987)
2. Forever My Love (Amar para siempre, 1988)

### Serie Only Vallerand
1. Only in your arms (1992) = When Strangers Marry (2002). (Boda entre extraños).
2. Only with Your Love (1992). (Sólo con tu amor), 2006.

### Serie "Gamblers of Craven's" Tahures del Craven's
1. Then Came You (1993). (Cuando tú llegaste), Plaza & Janés Editores, S. A., 2000; Nuevas Ediciones de Bolsillo, 2004.
2. Dreaming of You (1994). (Sueño contigo), Plaza & Janés Editores, S. A., 2004; Nuevas Ediciones de Bolsillo y Círculo de Lectores, S. A., 2005.
3. Against the odds en la antología Where's My Hero (2003). (Dónde está mi héroe: tres emocionantes y divertidas historias de amor), con K. MacGregor y J. Quinn. Zeta Bolsillo, 2006.

### Serie de la familia Stokehurst
1. Midnight Angel (1995). (Ángel de medianoche), Zeta Bolsillo, 2006.
2. Prince of Dreams (1995). (El príncipe de los sueños), Zeta Bolsillo, 2006.

### Serie del Teatro Capitol
1. Somewhere I'll Find You (1996). (Mi bella desconocida), Ediciones B Argentina, S. A., 2004.
2. Because You're Mine (1997). (Porque eres mía), Ediciones B, S. A., 2002; Punto de Lectura, S. L., 2003.
3. I will en la antología Wish List, 2001.

### Serie "Bow-Street Runners"
1. Someone to Watch Over Me (1999). (Ángel o demonio), Ediciones Primera Plana, S. A., 2006.
2. Lady Sophia's Lover (2002). (El amante de lady Sofía), Ediciones B, S. A., 2003; Círculo de Lectores, S. A., 2004; Ediciones B, S. A., 2006.
3. Worth Any Price (2003). (El precio del amor), Ediciones B, S. A., 2004.

### Serie "Wallflower" Estaciones o Floreros
1. Secrets of a Summer Night (2005). (Secretos de una noche de verano), Ediciones B, S. A., 2005; Círculo de Lectores, S. A., 2006; Zeta Bolsillo, 2007.
2. It Happened One Autumn (2005). (Sucedió en otoño), Ediciones B, S. A., 2006; Círculo de Lectores, S. A., 2007.
3. Devil in Winter (2006). (El diablo en invierno), Ediciones B, S. A., 2007.
4. Scandal in Spring (2006). (Escándalo en primavera), septiembre de 2007.
5. A Wallflower Christmas (2008). (Una Navidad inolvidable), Ediciones B, S. A., 2009.

La antigua magia (Again the magic, 2004) se puede considerar como una precuela de la serie Wallflower, debido a que en ella aparecen los personajes de esta serie de libros.

### Serie de la familia "Travis" (Contemporánea)
1. Sugar Daddy (2007). (Mi nombre es Liberty), Ediciones B, S. A. para el sello Javier Vergara Editor, 2007.
2. Blue-Eyed Devil (2008). (El diablo tiene ojos azules).
3. Smooth Talking Stranger (2009). (Buenas vibraciones).
4. Brown-Eyed Girl (2015). (La joven de ojos marrones).

### Serie "Hathaway"
1. Mine Till Midnight (2007). (Tuya a medianoche).
2. Seduce Me at Sunrise (2008). (Sedúceme al amanecer).
3. Tempt Me at Twilight (2009). (Tiéntame al atardecer).
4. Married by Morning (2010). (Casados por la mañana).
5. Love in the Afternoon (2010). (Enamorados al atardecer).

Especial:
 A Hathaway Wedding,ubicada luego de Seduce Me at Sunrise (2009). (Una boda Hathaway).

### Serie Friday Harbor (Contemporánea)
1. Christmas Eve at Friday Harbor / Christmas With Holly (Una noche mágica), noviembre de 2010.
2. Rainshadow Road (El camino del sol), marzo de 2012.
3. Dream Lake (El lago de los sueños), agosto de 2012.
4. Crystal Cove (La cueva de cristal), febrero de 2013.

### Los Ravenel
1. Cold-Hearted Rake (Un seductor sin corazón), 2015.
2. Marrying Winterborne (Casarse con él), 2016.
3. Devil in Spring (El diablo en primavera), 2017.
4. Hello Stranger (Como dos extraños), 2018.
5. Devil's Daugther (La hija del diablo), 2019.
6. Chasing Cassandra (Persiguiendo a Cassandra), 2020.
7. Devil in disguise (Un diablo irresistible), 2021.

### Títulos individuales
- Love, Come to Me (1988). (Amor, ven a mí), Nuevas Ediciones de Bolsillo, 2005
- Give Me Tonight (1989). (Dame esta noche), Ediciones B, S.A. para el sello Javier Vergara Editor, 2008.
- Promises (septiembre de 1995) en la antología Three Weddings and a Kiss. (Falsas promesas).
- Stranger in My Arms (1998). (Un extraño en mis brazos), Círculo de Lectores, S. A., 2002.
- Where Dreams Begin (2000). (Dónde comienzan los sueños), Ediciones B, S. A., 2002 / Donde empiezan los sueños, Punto de Lectura, S. L. , 2003; Círculo de Lectores, S. A., 2003.
- Suddenly You (2001). (Irresistible), Ediciones B, S. A., 2003; Ediciones B, S. A., 2005.
- Against the odds en la antología Where's My Hero (2003). (Dónde está mi héroe: tres emocionantes y divertidas historias de amor), con K. MacGregor y J. Quinn. Zeta Bolsillo, 2006.
- Again the Magic (2004). (La antigua magia), Zeta Bolsillo y Círculo de Lectores, S. A., 2005.
- Surrender  (2006). En la antología Gifts of Love. (Rendición).

### Obra completa en España
Ediciones Primera Plana, S. A. - El Periódico edita la "Obra completa", con los siguientes volúmenes aparecidos en 2006: 
1. Ángel o demonio
2. El amante de Lady Sophia
3. El precio del amor
4. Mi bella desconocida
5. Porque eres mía
6. Un extraño en mis brazos
7. Ángel de medianoche
8. Sólo con tu amor
9. Boda de extraños
10. Irresistible
11. Secretos de una noche de verano
12. Sucedió en otoño
13. El príncipe de mis sueños
14. Donde comienzan los sueños
15. La antigua magia
16. Casados por la mañana
17. Cuando tú llegaste

## Premios
- 1998 - Premio Waldenbooks Award para el mayor crecimiento de ventas, Someone to Watch Over Me
- 1999 - Finalista en el Premio RITA de Romance Writers of America, Someone to Watch OVer Me
- 2002 - Finalista en el Premio RITA de Romance Writers of American, Suddenly You
- 2002 - Ganadora del Premio RITA de Romance Writers of America por su cuento en una antología de Navidad en Wish List
- 2002 - Mejor Romance Histórico sensual del "Romantic Times Magazine", por Lady Sophia's Lover
- 2002 - Críticas muy favorables en el "Publishers Weekly" para Lady Sophia's Lover y When Strangers Marry
- 2003 - Críticas muy favorables en el "Publishers Weekly" para Worth Any Price
- 2003 - Selección entre los Diez Mejores Romances del año 2003, Where's My Hero y Worth Any Price
- 2004 - Premio RITA de Romance Writers of America RITA Award para la mejor novela histórica corta, Worth Any Price
- 2004 - Críticas muy favorables en "Publishers Weekly" para Secrets of a Summer Night
- 2006 - Finalista del Premio RITA de Romance Writers of America RITA, Categoría de Romance Histórico Corto, por It Happened One Autumn